# Agastrie
Die Agastrie, von altgriechisch ἀ(ν)- a-, an-, deutsch ‚Verneinung: un-, ohne (Alpha privativum)‘ und altgriechisch γαστήρ gaster, deutsch ‚Magen‘, ist ein komplettes Fehlen des Magens, entweder als extrem seltene angeborene Fehlbildung oder nach operativer Entfernung (Gastrektomie).
Der angeborenen Form liegt eine Störung der Embryonalentwicklung etwa ab der 5. Fetalwoche zugrunde. In der Regel ist diese Störung mit weiteren Fehlbildungen vergesellschaftet.
Ist noch ein Teil des Magens angelegt, spricht man von einer Mikrogastrie.
Die Erstbeschreibung stammt aus dem Jahre 1987 durch den australischen Pädiater S. F. Dorney und Mitarbeiter.
Klinische Erscheinungen, Diagnose und Therapie entsprechen dem unter Mikrogastrie Beschriebenem.